# République arabe unie
« RAU » redirige ici. Pour les autres significations, voir Rau.
Ne doit pas être confondu avec Projet d’union entre la Tunisie et la Libye.
1er février 1958 – 2 septembre 1961
Entités précédentes :
- République d'Égypte
- République syrienne

Entités suivantes :
- République arabe d'Égypte
- République arabe syrienne (1961)

La République arabe unie (abrégée en RAU ; en arabe : الجمهورية العربية المتحدة / al-jumhūriyya al-ʿarabiyya al-muttaḥida), est un État créé en 1958 par l'union de l'Égypte et de la Syrie puis, pendant une courte période, du Yémen. L'union disparaît en 1961 mais l'Égypte continue à être appelée sous ce nom officiel jusqu'en 1971. Cette tentative d'union relève du panarabisme nassérien.

## Histoire

### Origine de l'union
Pensée à l'origine comme l'ébauche d'une grande fédération englobant l'ensemble du monde arabe, la république est créée le 1er février 1958. Inquiets de la menace communiste dans leur pays, les militaires syriens se tournent vers Nasser et le président égyptien saisit cette occasion de faire un premier pas vers une union panarabe.
Face à l'axe hachémite de la Jordanie et de l'Irak qui sont alors pro-américains, les Syriens se prononcent pour l'unité entre l'Égypte et leur pays. En 1955 un premier traité d'alliance militaire est signé entre les deux pays. Michel Aflak, fondateur du parti Baas, estime que cette fusion doit se faire car les tensions intérieures dues à la guerre froide sont de plus en plus fortes. Même s'il n'est pas convaincu de la capacité de Nasser à unifier le monde arabe, il fait abstraction de ses sentiments et rencontre, lors d'un déjeuner au Caire, Nasser qui pose les conditions de l'union.
Nasser accepte le principe de l'unité mais exige un État fortement centralisé, une armée syrienne dépolitisée et que la Syrie passe sous un régime de parti unique à l'image de l'Égypte. Malgré la réticence du président de la République Choukri al-Kouatli et de son Premier ministre Sabri Assali, les deux hommes acceptent l'union.

### Formation de l'union
Le Parlement syrien entérine l'union à près de 93 %, les électeurs syriens disent oui à l'union par référendum à plus de 92 %.
Un État unifié entre les deux pays est créé, avec Le Caire comme capitale. Le 22 février 1958, un référendum porte Nasser à la présidence. À la suite de la fusion, des manifestations de joie éclatent dans beaucoup de pays arabes, mais aussi des émeutes en Irak, où des manifestants demandent la fin du pacte de Bagdad, la démission de Nouri Saïd et l'intégration de l'Irak dans cette nouvelle république. Le 14 juillet, le gouvernement de Nouri Saïd est renversé. Le roi, les membres de la famille royale et l'ancien régent Abd al-Ilah sont assassinés lors du coup d'État du général Abdul Karim Qasim. Nouri Saïd est capturé et abattu le jour suivant. Au Yémen du Sud, sous domination britannique, une révolte unioniste éclate, mais elle est sévèrement réprimée. Cette révolte oppose les républicains soutenus par Nasser et la dynastie nord-yéménite soutenue par son voisin saoudien. C'est ce qui pousse le Royaume mutawakkilite du Yémen (Nord) à rejoindre la République arabe unie pour obtenir le soutien égyptien face aux Britanniques ; ne l'obtenant pas, l'imam Ahmed ben Yahya se retire de l'union.
Au Liban l'agitation est à son comble et fragilise l'équilibre communautaire et déclenche la crise de 1958 au Liban et le gouvernement, se sentant menacé par cette union, reçoit un groupe d’observateurs de l'ONU, la GONUL, avec l’appui logistique et financier des États-Unis.
Déjà près de 300 000 Libanais font le déplacement jusqu'à Damas pour fêter la proclamation de la république. Le clivage entre unionistes et régionalistes s'accentue et le président Camille Chamoun provoque un tollé en violant la constitution et en briguant un second mandat.

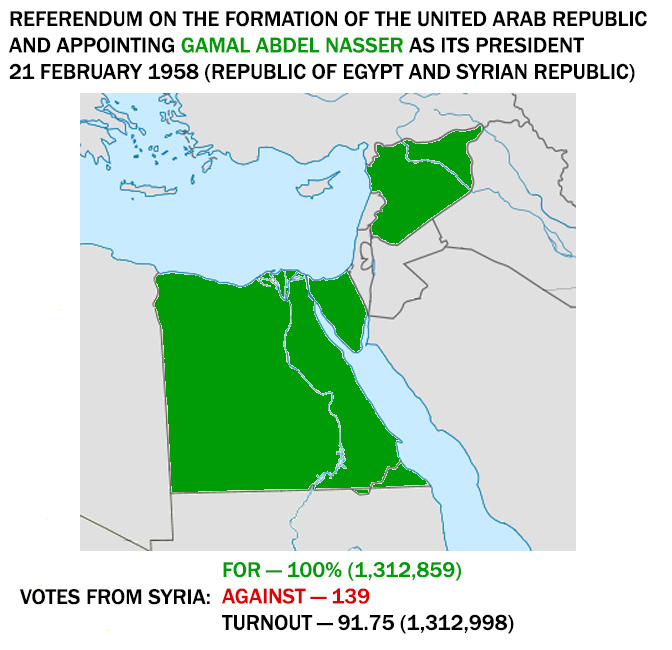
Résultats du référendum de 1958

Le 8 mai 1958, le drapeau de la RAU est hissé sur la citadelle de Tripoli au Liban et des combats éclatent dans les grandes villes libanaises, entre partisans du président Chamoun et les milices nationalistes arabes commandées par Rachid Karamé et Fouad Chéhab.
Les baasistes libanais, qui entrent dans le conflit, reçoivent des armes et de l'argent en provenance de Damas. Devant l'agitation, Chamoun annonce renoncer à se représenter. Mais la chute de Fayçal, dernier roi d'Irak, ravive les tensions. Le président Chamoun arrive à convaincre les Américains que les insurgés sont manipulés par Nasser. Le 15 juillet, les Américains envoient près de 5 400 marines sur les plages de Beyrouth. Quant aux Britanniques, ils envoient 2 000 parachutistes à Amman, pour éviter au roi Hussein de subir le même sort que le roi Fayçal,, un total de 3 500 militaires britanniques étant dans ce pays au 17 juillet et 50 avions militaires américains fournissaient une couverture aérienne pour le déploiement des troupes britanniques. Ils restèrent jusqu'au 29 octobre retournant à Chypre puis en Angleterre. Une centaine de personnes furent tués dans ce pays durant la crise.
En Irak, la jeune république se sait fragile et des accords sont conclus entre le chef d'État irakien et Nasser en vue de l'adhésion de ce pays. Dès octobre 1958, des accords économiques, scientifiques et culturels sont conclus. Mais ne voulant pas abandonner le pouvoir, le général Kassem s'éloigne de l'Égypte pour se rapprocher de l'Union soviétique.
En Syrie, la joie laisse vite la place au pessimisme. Nasser éclipse peu à peu le parti Baas qui s'est volontairement sabordé en tant que force politique sur ordre de Michel Aflak, qui déclarait à la presse que Nasser avait désormais auprès de lui une idéologie politique fiable, la sienne. Il s'était engagé envers lui à dissoudre le Baas syrien - ce qu'il fait par décision personnelle et sans convoquer un congrès - il comptait alors diffuser ses idées dans le parti unique nassérien, l'Union nationale. La bureaucratie égyptienne étouffe par sa présence l'administration syrienne qui se sent rapidement annexée. [pourquoi ?] [réf. souhaitée] La Syrie est en effet envahie d'officiers et de bureaucrates égyptiens, pour la plupart corrompus et incapables. [pourquoi ?] [réf. souhaitée] Dans une circulaire interne, le Baas se demande si Nasser agit vraiment pour l'intérêt panarabe. [réf. souhaitée]
Les dissensions entre le Baas et Nasser entraînent une répression contre les militants de gauche, les communistes d'abord et le Baas ensuite [pourquoi ?]. [réf. souhaitée] Les indépendants sont chassés par un deuxième bureau contrôlé par le maréchal Amer. [réf. souhaitée]
Confrontée aux politiques de nationalisation, une partie de la bourgeoisie migre vers les pays occidentaux ou le Liban. Les prix et les impôts sont en hausse, les difficultés d'approvisionnement sont aggravées par trois années de sécheresse exceptionnelle.
Le nouvel État ressemble de plus en plus à une grande Égypte, entièrement régentée par le Caire. L'histoire est d'ailleurs revisitée dans les manuels scolaires, l'union des deux pays étant justifiée par des liens et une unité historiques depuis l'Antiquité. La Syrie se sent colonisée. En conséquence, un nouveau coup d'État militaire, mené par Haydar al-Kouzbari, éclate en Syrie en 1961, provoque le retrait de la Syrie le 28 septembre de la même année.

### Raisons de l'échec
Pour les baassistes, l'échec de la RAU est dû à trois éléments :
- L'Égypte voulait fédérer le monde arabe autour d'elle-même, alors qu'elle n'en avait pas les moyens économiques et financiers. Elle voulait imposer son hégémonie dans la région par la voie du panarabisme. Elle était donc incapable de faire naître chez les Arabes un espoir de changement.
- Nasser a imposé à la Syrie une bureaucratie autoritaire et un régime sous parti unique, l'Union nationale, un parti fondé en toute hâte pour la création de la RAU. Les baasistes expliquent qu'un véritable parti politique proche du peuple aurait dû exister pour expliquer tous les changements politiques aux Syriens. Aflak et Hourani dénonçaient dès 1956 le caractère autoritaire de la nouvelle constitution égyptienne qui « empêche la participation réelle du peuple ».

D'après le chercheur en géopolitique Alexandre Aoun, « bien que l’expérience ait été brève, la RAU a suscité un immense espoir parmi les peuples du Proche-Orient. Mais Nasser a sous-estimé la complexité de son projet unitaire et les divisions entre les forces politiques arabes ».

## Représentation internationale

### République arabe unie et l'ONU
Entrées à l'Organisation des Nations unies le 24 octobre 1945, l'Égypte et la Syrie sont membres fondateurs de cette organisation. Après le plébiscite du 21 février 1958, l'Égypte et la Syrie s’unissent pour former la République arabe unie, laquelle est représentée à l'organisation avec un siège unique. Le 13 octobre 1961, la Syrie recouvre son statut d'État indépendant et reprend son siège à l'Organisation des Nations unies. Le 2 septembre 1971, la République arabe unie réduite à l'Égypte change son appellation en « République arabe d'Égypte ».

### Manifestations sportives
Dans les compétitions internationales, l'Égypte et la Syrie sont représentées communément. La République arabe unie participe sous cette dénomination à trois Jeux olympiques d'été entre 1958 et 1971, même si seuls ceux de Rome en 1960 ont lieu alors que l'Égypte et la Syrie sont unies (et la majorité des athlètes de la délégation commune sont égyptiens). Ensuite, les Jeux de l’Amitié de Dakar, en 1963, invitent, avant son éclatement, la République arabe unie, et c'est alors l'Égypte qui la représente puisqu'elle en conserve officiellement le nom.